# Waluta lokalna
Waluta lokalna – waluta pozbawiona wsparcia rządu, akceptowana na ograniczonym terenie, zwykle niebędąca prawnym środkiem płatniczym. Może przyjmować wiele form fizycznych i finansowych. Często jej występowanie związane jest z zaburzeniami finansów.

## Historia
Wolna bankowość jest prototypem walut lokalnych. W czasach współczesnych najczęstszą formą takiej waluty są bony firmowe wypłacane jako ekwiwalent pensji lub wydawane przez niektóre przedsiębiorstwa, by utrzymać lojalność klientów. W XIX i początku XX wieku błędy banków centralnych w okresach kryzysów często powodowały zapotrzebowanie na gotówkę, zaspokajane przez firmy przez tworzenie pieniądza zastępczego, który miał być w późniejszym czasie wymienialny na narodową walutę. Część z tych walut rozwinęła się w pełne systemy walutowe. Idea sięga wstecz aż do niemieckich Unii Kredytowych z początku XIX wieku. Najstarsze waluty będące w ciągłym użyciu to WIR w Szwajcarii i Banki Pracy w Japonii.

## Współczesne waluty lokalne
W ostatnich 2 dekadach nastąpił ogromny wzrost wykorzystania walut lokalnych. W użyciu jest około 5000 lokalnych systemów walutowych. Jednym z najważniejszych jest LETS, sieć wymiany towarowej wspierana przez własną walutę. Pochodzący z Vancouver (Kanada) system ma obecnie 30 naśladowców w Kanadzie i ok. 400 w Wielkiej Brytanii. Australia, Francja, Nowa Zelandia i Szwajcaria mają podobne systemy. Wśród najbardziej rozpowszechnionych systemów w USA można wymienić Time Dollars, Ithaca Hours i PEN exchange. 

## Waluty lokalne w Polsce
W Polsce od 2015 roku istnieje i rozwija się projekt polskiej waluty lokalnej Zielony. W pierwszej fazie Zielony został uruchomiony w trzech województwach: świętokrzyskim, małopolskim i mazowieckim. Idea projektu jest prosta: przedsiębiorca godzi się akceptować walutę lokalną w transakcjach z innymi przedsiębiorcami, nie rezygnując jednocześnie z waluty państwowej. Im więcej przedsiębiorców uczestniczy w systemie waluty lokalnej, tym większe korzyści stają się ich udziałem. Istotą projektu waluty lokalnej jest, by była ona narzędziem służącym do zwiększenia sprzedaży produktów i usług polskich przedsiębiorców i zbudowania lojalnej grupy klientów i partnerów biznesowych. 
Zielonym obracało w 2018 roku już 600 polskich przedsiębiorców należących do systemu i ponad 3500 klientów.